# Harcovský potok
Der Harcovský potok, auch Harcovská Nisa, Lukášovský potok bzw. Lukášovská Nisa (deutsch Harzdorfer Bach, am Oberlauf Luxdorfer Flössl) ist ein rechter Zufluss der Lausitzer Neiße in Tschechien.

## Verlauf
Der Harcovský potok entspringt westlich von Bedřichov im Isergebirge am Südhang des Maliník bzw. Malinový vrch (Himbeerberg, 827 m). Sein Oberlauf führt in südliche Richtung; im Osten wird das Tal des Harcovský potok vom Vysoký hřeben und Kotel (Kesselstein, 654 m) begrenzt, westlich vom Harcovský hřeben und Klášterní vrch (Klosterberg, 654 m). In Lukášov wendet sich der Bach nach Nordwesten und fließt an seinem Mittellauf am südlichen Fuße des Klášterní vrch und Jílový vrch (634 m) durch Kunratice, Nový Harcov und Starý Harcov. Am Fuße der Výšina (Heinrichshöhe, 547 m) erreicht der Harcovský potok Kristiánov, wo der Bach in der Talsperre Harcov gestaut wird. Sein Unterlauf führt in südwestlicher Richtung kanalisiert unter der Straße Na Bídě, dem Kaufhaus Fórum und dem Dům kultury (Kulturhaus) hindurch. Neben dem Dům kultury wird der Harcovský potok nach knapp zwölf Kilometern an der Grenze zwischen den Liberecer Stadtteilen Perštýn und Nové Město in die Lausitzer Neiße eingeleitet.

## Zuflüsse
- Křemenný potok bzw. Zvěřínek (r), Starý Harcov
- Černý potok (r), Starý Harcov

## Besonderheiten
Der Unterlauf des Baches im Stadtzentrum von Liberec ist seit 1897 vollständig überbaut.
In den Jahren 1902 bis 1904 wurde am Mittellauf des Harzdorfer Baches als Hochwasserschutz die Reichenberger Talsperre erbaut.